# Condado de Henry (Tennessee)
O Condado de Henry é um dos 95 condados do Estado americano do Tennessee. A sede do condado é Paris, e sua maior cidade é Paris. O condado possui uma área de 1537 km² (dos quais 82 km² estão cobertos por água), uma população de 31 115 habitantes, e uma densidade populacional de 21 hab/km² (segundo o censo nacional de 2000). O condado foi fundado em 1821.